# خويتلة الجوالة
خويتلة الجوالة قرية سورية تتبع ناحية القحطانية منطقة القامشلي محافظة الحسكة سورية تقع جنوب بلدة القحطانية بحدود 34 كلم بلغ عدد سكانها 1560 في إحصاء عام 2004م. تأسست عام 1942م سكانها من قبيلة الجوالة الطائية التي تنتشر في ريف منطقة القامشلي وريف ناحية القحطانية. هي قرية زراعية كبيرة نسبيا تنتج المحاصيل وتربي الأغنام وتعتبر سوقا تجاريا لما حولها حيث توجد بها بعض الخدمات الريفية كما يوجد في القرية مدرسة ابتدائية وثانوية وبلدية.